# Die Monate

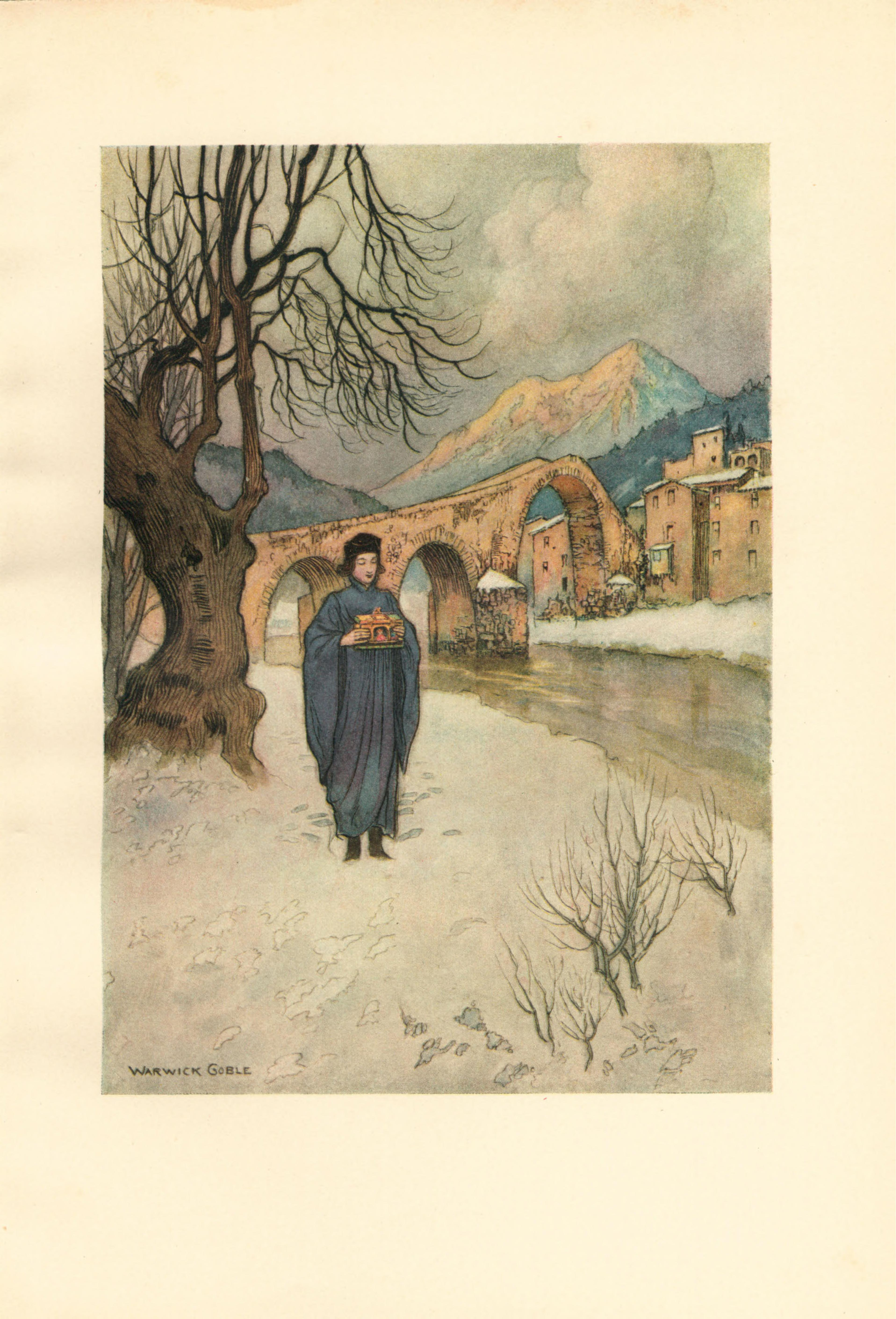
Illustration von Warwick Goble, 1911

Die Monate (neapolitanisches Original: Li mise) ist ein Märchen (vgl. AaTh 480, 563). Es steht in Giambattista Basiles Sammlung Pentameron als zweite Erzählung des fünften Tages (V,2).

## Inhalt
Der arme Lise bekommt von seinem reichen Bruder Cianne nichts ab. Verzweifelt wandert er fort und trifft in einem Wirtshaus zwölf junge Männer. Einer fragt ihn, was er von diesem Wetter und dem unbeliebten Monat März halte. Lise antwortet gottergeben freundlich und erhält zum Dank ein Kästchen, mit dem er sich wünschen kann, was er braucht, denn der Mann war der März selbst. So reist Lise in einer warmen Sänfte mit Trägern, guten Speisen, bequemen Nachtlagern und im edlen Anzug heim zu Cianne. Der rast sofort auch los zu den Männern, aber lästert so, dass der März ihm ein Peitschchen gibt. Daheim probiert er es aus und wird so verdroschen, dass sein Bruder mit dem Kästchen eingreifen muss und ihn tröstet, schließlich hat er genug für beide. Cianne aber redet nur noch gut von allem.

## Bemerkungen
Rudolf Schenda verweist auf Märchen vom März und seinen Auseinandersetzungen mit den Hirten und italienische Sprichwörter wie „Marzo pazzo“ (Der März ist verrückt), ferner Personifizierungen der zwölf Monate auch in Fresken der Renaissance. Er findet Parallelen u. a. in Ilgs Maltesische Märchen. Die erste deutsche Übersetzung stehe in Kletkes Märchensaal von 1845 an Stelle 7.
Vgl. bei Basile III,10 Die drei Feen, später Perraults Die Feen, bei Grimm Die drei Männlein im Walde, zum Peitschchen auch Tischchen deck dich, Goldesel und Knüppel aus dem Sack, Der Teufel und seine Großmutter. Erdbeeren im Winter in Karel Dvoráks Sammlung Die ältesten Märchen Europas von 1983 greift offenbar auf dieses zurück. Walter Scherf findet besonders schön die katalanische Fassung Gib mir hundert! bei Felix Karlinger und Johannes Pögl, aufgezeichnet 1967 in Tarragona.